# Стшижовець (Нижньосілезьке воєводство)
Стшижовець (пол. Strzyżowiec) — село в Польщі, у гміні Влень Львувецького повіту Нижньосілезького воєводства.
Населення — 384 особи (2011).
У 1975-1998 роках село належало до Єленьоґурського воєводства.

## Демографія
Демографічна структура станом на 31 березня 2011 року:
|          | Загалом | Допрацездатний вік | Працездатний вік | Постпрацездатний вік |
| -------- | ------- | ------------------ | ---------------- | -------------------- |
| Чоловіки | 196     | 31                 | 153              | 12                   |
| Жінки    | 188     | 44                 | 119              | 25                   |
| Разом    | 384     | 75                 | 272              | 37                   |